# Open the Triangle Gate Championship
L'Open the Triangle Gate Championship est un championnat de catch (lutte professionnelle) par équipe de trois de la Dragon Gate. Il est créé le 7 novembre 2004 quand Italian Connection (Milano Collection AT, Anthony W. Mori et YOSSINO) battent Aagan Iisou (Shuji Kondo, Takuya Sugawara et YASSHI) en finale du tournoi Rey De Parejas.

## Histoire du titre
Les premiers champions Open the Triangle Gate sont les vainqueurs du tournoi Rey De Parejas qui se déroule du 3 octobre au 7 novembre 2004. Au cours de ce tournoi, les participants s'affrontent dans une phase de groupe, les vainqueurs obtiennent deux points. Les deux premiers de cette phase de groupe se retrouvent en finale le 7 novembre. Les participants de ce tournoi sont :
- Italian Connection (Milano Collection AT, Anthony W. Mori et YOSSINO)
- Do FIXER (Dragon Kid, Genki Horiguchi et Magnum TOKYO)
- Aagan Iisou (Shuji Kondo, Takuya Sugawara et YASSHI)
- Crazy MAX (CIMA, Shingo Takagi et TARU)
- Florida Express (Daniel Mishima, Johnson Florida et Michael Iwasa)
- Final M2K (K-ness, Masaaki Mochizuki et Susumu Yokosuka)
- Iron Perms (Don Fujii, Naoki Tanizaki et Second Doi)

| # | Équipe             | Points | Victoires | Défaites |
| - | ------------------ | ------ | --------- | -------- |
| 1 | Aagan Iisou        | 8      | 4         | 2        |
| 2 | Italian Connection | 6      | 3         | 3        |
| 2 | Final M2K          | 6      | 3         | 3        |
| 2 | Do FIXER           | 6      | 3         | 3        |
| 5 | Iron Perms         | 4      | 2         | 4        |
| 5 | Crazy MAX          | 4      | 2         | 4        |
| 5 | Florida Express    | 4      | 2         | 4        |

Pour départager Italian Connection, Final M2K et Do FIXER ; la Dragon Gate organise un match par élimination opposant les trois équipes qu'Italian Connection remporte.
| #  | Catcheurs                                                                  | Nombre de fois | Date              | Durée               | Ville     | Notes | Réf    |
| -- | -------------------------------------------------------------------------- | -------------- | ----------------- | ------------------- | --------- | --- | ------ |
| 1  | Italian Connection (Milano Collection AT, Anthony W. Mori et YOSSINO)      | 1              | 7 novembre 2004   | 3 mois et 27 jours  | Sapporo   | Ils battent Aagan Iisou (Shuji Kondo, Takuya Sugawara et YASSHI) en finale du tournoi Rey De Parejas.                                                                                    | [ 1 ]  |
| -  | Vacant                                                                     | 1              | 6 mars 2005       | moins d’un jour     | Sapporo   | À la suite de la blessure de Milano Collection AT. | [ 3 ]  |
| 2  | Blood Generation (CIMA, Naruki Doi et Shingo Takagi)                       | P              | 6 mars 2005       | moins d’un jour     | Sapporo   | Ils sont désignés comme étant les champions provisoires. | [ 3 ]  |
| 3  | Do FIXER (Dragon Kid, Genki Horiguchi et Ryo Saito )                       | 1              | 6 mars 2005       | 3 mois et 27 jours  | Sapporo   | Ils battent Blood Generation | [ 4 ]  |
| 4  | Blood Generation (CIMA (2), Naruki Doi (2) et Don Fujii)                   | 1              | 3 juillet 2005    | 6 jours             | Kobe      | | [ 5 ]  |
| 5  | Do FIXER                                                                   | 2              | 9 juillet 2005    | 3 jours             | Saga      | | [ 3 ]  |
| 6  | Blood Generation (CIMA (3), Magnitude Kishiwada (1) et Masato Yoshino (2)) | 1              | 12 juillet 2005   | 10 mois et 15 jours | Tokyo     | | [ 6 ]  |
| -  | Vacant                                                                     | 2              | 27 mai 2006       | 2 mois et 24 jours  | Osaka     | Après un match de championnat face à Naruki Doi, Gamma et Naoki Tanizaki qui se termine sur une disqualification.                                                                        | [ 3 ]  |
| 7  | Blood Generation (BxB Hulk (1), CIMA (4) et Jack Evans (1))                | 1              | 20 août 2006      | 1 mois et 10 jours  | Sapporo   | Ils battent Do FIXER. | [ 7 ]  |
| 8  | Do FIXER                                                                   | 3              | 30 septembre 2006 | 1 mois et 19 jours  | Sapporo   | | [ 8 ]  |
| -  | Vacant                                                                     | 3              | 18 novembre 2006  | 1 mois et 5 jours   | N/A       | Dragon Kid a une crise d'appendicite et ne peut défendre le titre. | [ 3 ]  |
| 9  | Muscle Outlawz (Gamma, Masato Yoshino (2) et Naruki Doi(3))                | 1              | 23 décembre 2006  | 29 jours            |           | Le 19 novembre, ils battent Susumu Yokosuka, K-ness et Yamato Onodera pour devenir champions provisoire. Leur règne devient légitime le 23 décembre après leur victoire face à Do FIXER. | [ 3 ]  |
| 10 | PoS.HEARTS (Anthony W. Mori, BxB Hulk (2) et Super Shisa)                  | 1              | 21 janvier 2007   | 2 mois et 4 jours   | Hyogo     | | [ 3 ]  |
| 11 | Typhoon (CIMA (5), Ryo Saito et Susumu Yokosuka)                           | 1              | 25 mars 2007      | 15 jours            | Tsu       | | [ 9 ]  |
| 12 | Muscle Outlawz (Gamma (2), Magnitude Kishiwada et Naruki Doi (4))          | 1              | 9 avril 2007      | 6 jours             | Kobe      | | [ 3 ]  |
| 13 | Typhoon (CIMA, Ryo Saito et Susumu Yokosuka)                               | 1              | 15 avril 2007     | 25 jours            | Yokkaichi | | [ 10 ] |
| 14 | New Hazard (BxB Hulk, Cyber Kong et Shingo Takagi)                         | 1              | 10 mai 2007       | 2 mois et 3 jours   | Tokyo     | | [ 11 ] |
| -  | Vacant                                                                     | 4              | 13 juillet 2007   | 9 jours             |           | À la suite d'une blessure de BxB Hulk. | [ 3 ]  |
| 15 | Muscle Outlawz (Magnitude Kishiwada, Masato Yoshino et Naruki Doi)         | 1              | 22 juillet 2007   | 1 mois et 18 jours  | Kobe      | Ils battent Cyber Kong, Jack Evans et Shingo Takagi pour être les nouveaux champions. | [ 12 ] |
| 16 | Don Fujii, K-ness et Masaaki Mochizuki                                     | 1              | 9 septembre 2007  | 5 mois et 15 jours  | Fukuoka   | | [ 13 ] |
| 17 | New Hazard                                                                 | 2              | 24 février 2008   | 2 mois et 20 jours  | Fukui     | | [ 14 ] |
| -  | Vacant                                                                     | 5              | 14 mai 2008       | moins d’un jour     | Tokyo     | BxB Hulk et Cyber Kong quittent la faction New Hazard. | [ 3 ]  |
| 18 | Real Hazard (Gamma, Shingo Takagi et YAMATO)                               | 1              | 14 mai 2008       | 1 mois et 14 jours  | Tokyo     | Ils battent BxB Hulk, Masato Yoshino et Naruki Doi. | [ 15 ] |
| 19 | Tozawa-juku (Kenichiro Arai, Shinobu et Taku Iwasa)                        | 1              | 28 juin 2008      | 14 jours            | Nagoya    | | [ 16 ] |
| 20 | Real Hazard (Gamma, YAMATO et Yasushi Kanda)                               | 1              | 12 juillet 2008   | 2 mois et 16 jours  | Akashi    | | [ 17 ] |
| 21 | Don Fujii, Magnitude Kishiwada et Masaaki Mochizuki                        | 1              | 28 septembre 2008 | 4 mois et 18 jours  | Fukui     | | [ 18 ] |
| 22 | KAMIKAZE (Dragon Kid, Shingo Takagi et Taku Iwasa)                         | 1              | 15 février 2009   | 2 mois              | Fukuoka   | | [ 19 ] |
| 23 | WARRIORS-5 (CIMA, Gamma et KAGETORA)                                       | 1              | 15 avril 2009     | 1 mois et 23 jours  | Tokyo     | | [ 20 ] |
| 24 | WORLD-1 (BxB Hulk, Masato Yoshino et PAC)                                  | 1              | 7 juin 2009       | 4 mois et 7 jours   | Nagoya    | | [ 21 ] |
| 25 | Akebono, Don Fujii et Masaaki Mochizuki                                    | 1              | 14 octobre 2009   | 6 mois et 21 jours  | Tokyo     | | [ 22 ] |
| 26 | Deep Drunkers (Kzy, Takuya Sugawara & Yasushi Kanda)                       | 1              | 5 mai 2010        | 8 jours             | Nagoya    | Dans un match sans disqualification. | [ 23 ] |
| 27 | WARRIORS (CIMA, Gamma et Genki Horiguchi)                                  | 1              | 13 mai 2010       | 1 mois et 7 jours   | Tokyo     | | [ 24 ] |
| 28 | WORLD-1 (Naoki Tanizaki, Naruki Doi et PAC)                                | 1              | 20 juin 2010      | 4 jours             | Fukuoka   | | [ 25 ] |
| 29 | WARRIORS                                                                   | 2              | 24 juin 2010      | 4 mois et 1 jour    | Osaka     | | [ 26 ] |
| 30 | Naoki Tanizaki, Takuya Sugawara et Yasushi Kanda                           | 1              | 25 octobre 2010   | 2 mois et 1 jour    | Miyazaki  | | [ 27 ] |
| 31 | WARRIORS (CIMA, Dragon Kid et Ricochet)                                    | 1              | 26 décembre 2010  | 4 mois et 19 jours  | Fukuoka   | | [ 28 ] |
| -  | Vacant                                                                     | 6              | 15 mai 2011       | 1 mois et 3 jours   |           | Dragon quitte l'équipe. | [ 3 ]  |
| 32 | JUNCTION THREE (Gamma, Masato Yoshino et YAMATO)                           | 1              | 18 juin 2011      | 2 mois et 15 jours  | Fukuoka   | Ils battent BxB Hulk, CIMA et Naruki Doi pour être les nouveaux champion. | [ 29 ] |
| 33 | Blood WARRIORS (Kzy, Naoki Tanizaki et Naruki Doi)                         | 1              | 2 septembre 2011  | 4 mois et 17 jours  | Kobe      | | [ 30 ] |
| -  | Vacant                                                                     | 7              | 19 janvier 2012   | 1 mois et 13 jours  | Tokyo     | Titre retiré après un match de championnat opposant Doi,Kzy et Tomhawk T.T (qui remplace Tanizaki) à Ken'ichiro Ara, Taku Iwasa et K-ness                                                | [ 3 ]  |
| 34 | Genki Horiguchi, Ryo Saito et Yasushi Kanda                                | 1              | 3 mars 2012       | 2 mois et 3 jours   | Osaka     | Ils battent Don Fuji, Gamma et Masaaki Mochizuki. | [ 31 ] |
| 35 | WORLD-1 International (Masato Yoshino, Naruki Doi et PAC)                  | 1              | 6 mai 2012        | 2 mois et 17 jours  | Nagoya    | | [ 3 ]  |
| -  | Vacant                                                                     | 8              | 23 juillet 2012   | 27 jours            |           | PAC quitte la Dragon Gate pour la World Wrestling Entertainment | [ 32 ] |
| 36 | Mad Blankey (BxB Hulk, Naoki Tanisaki et Akira Tozawa)                     | 1              | 19 août 2012      | 2 mois et 2 jours   | Fukuoka   | Ils battent CIMA, Gamma et Magnitude Kishiwada en finale d'un tournoi. | [ 3 ]  |
| 37 | Gamma, HUB et Magnitude Kishiwada                                          | 1              | 21 octobre 2012   | 27 jours            | Osaka     | | [ 33 ] |